# Carl Magnus Tigerstedt
Carl Magnus Tigerstedt, född 19 augusti 1772 på Söderkulla, död där 8 maj 1810, var en svensk militär i adelssläkten Tigerstedt på  Finlands riddarhus.
Tigerstedt var son till militären Carl Ulrik Tigerstedt och blev volontär vid Nylands lätta infanteriregemente 1780, där han även blev fänrik 1790. 1785 senare blev han page hos Gustav III, hos vilken han blev kammarpage 1789. Tigerstedt medföljde kungen under ryska kriget och ombord på Amphion. 1791 blev han löjtnant vid Närkes och Värmlands regemente och fick avsked från tjänsten vid hovet 1793. Vidare blev Tigerstedt kapten vid Österbottens regemente och blev genom tjänstebyte stabskapten vid Stackelbergska och sedan Jägerhornska regementet 1795. Han deltog i finska kriget 1808–1809, varvid han sårades allvarligt. Han beviljades avsked ur svensk tjänst 1810 och avled samma år till följd av sin skada. Han hade sex barn.